# 博伊察鄉

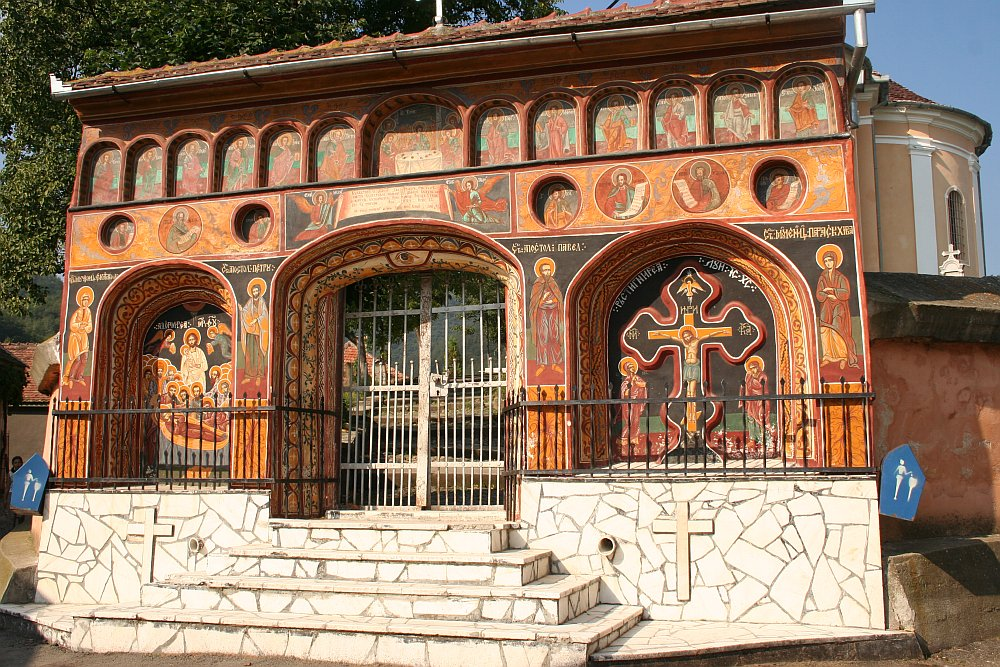

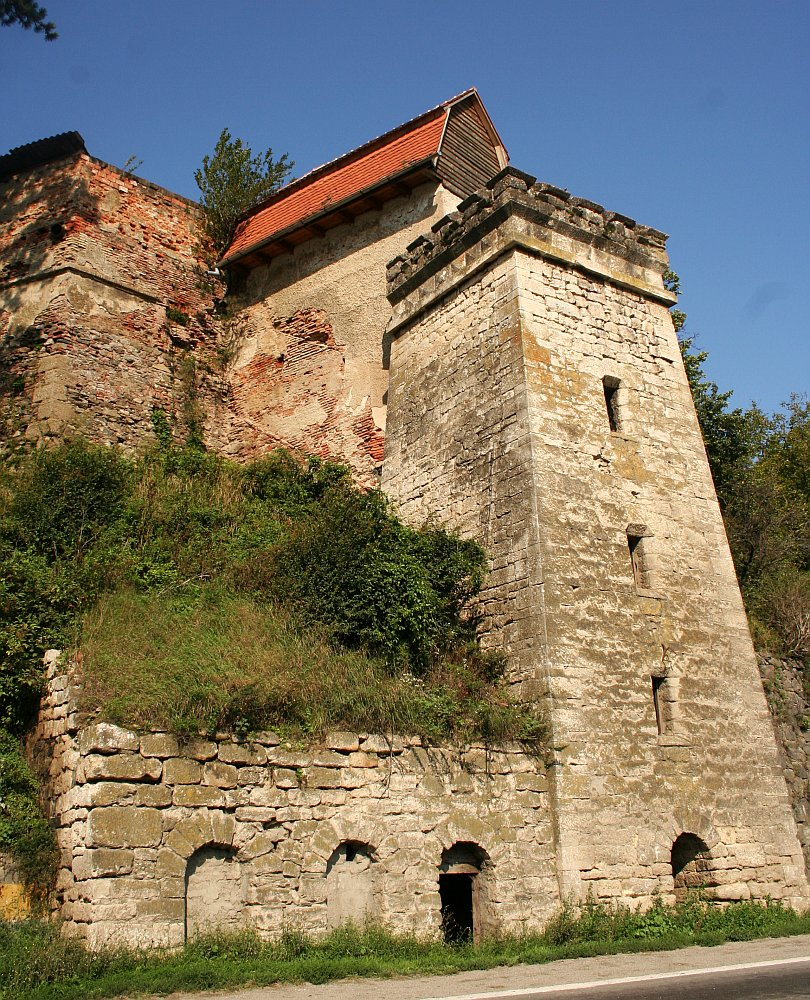

45°37′59″N 24°15′27″E / 45.63306°N 24.25750°E
博伊察鄉（羅馬尼亞語：Comuna Boița, Sibiu），是羅馬尼亞的鄉份，位於該國中部，由錫比烏縣負責管轄，面積100平方公里，海拔高度607米，2007年人口1,683，人口密度每平方公里17人。